# عزیز عظیم
عزیز عظیم (انگلیسی: Aziz Azim؛ زادهٔ ۵ مارس ۱۹۷۰) بازیکن فوتبال بود.
وی به‌همراه تیم ملی فوتبال مراکش در بازی‌های المپیک تابستانی ۱۹۹۲ حضور داشته است.